# David N’Gog
David N’Gog (ur. 1 kwietnia 1989 w Gennevilliers) – francuski piłkarz grający na pozycji napastnika. Od 2022 zawodnik Panionios GSS.

## Kariera klubowa

### Początki
Karierę zaczynał w klubie FC Franconville, po czym w 2001 roku przeniósł się do Paris Saint-Germain. Występował w drużynach młodzieżowych i rezerwach francuskiego zespołu, a w czerwcu 2006 roku podpisał zawodowy kontrakt z klubem. W pierwszej drużynie zadebiutował 18 listopada 2006 roku w spotkaniu z Girondins Bordeaux.

### Liverpool

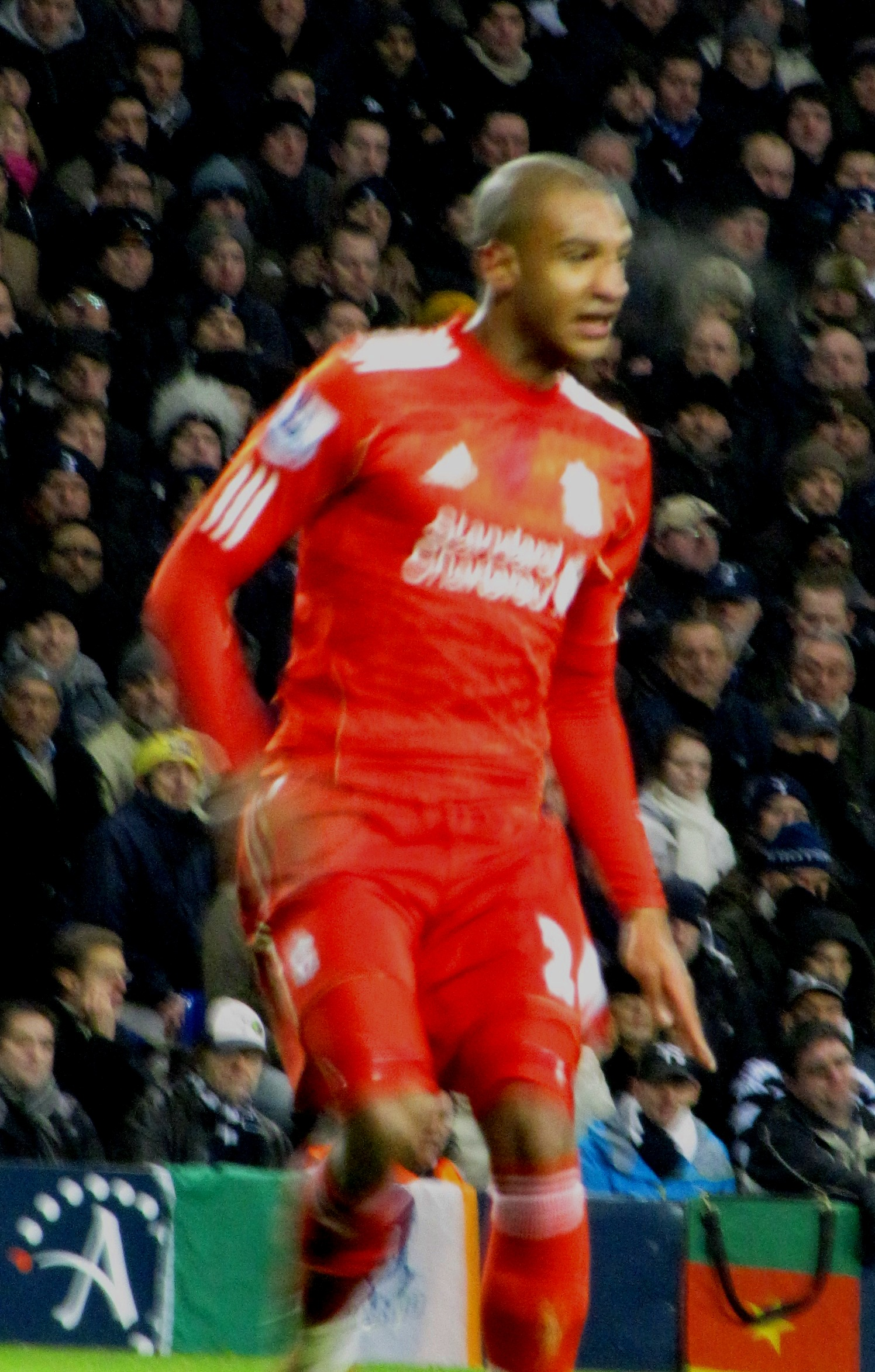

24 lipca 2008 N’Gog podpisał czteroletnią umowę z Liverpoolem. Kwotę transferu szacowano na 1,5 miliona funtów. Rafa Benítez po dokonaniu transferu pochwalił w jednym z wywiadów skautów klubu, mówiąc: Oni cały czas szukają takich zawodników jak N’Gog – utalentowanych i niedrogich. Francuz zadebiutował w pierwszym zespole 30 lipca 2008 w towarzyskim meczu z Villarrealem, a w następnych spotkaniu, z Rangers F.C. zdobył pierwszego gola w barwach klubu. W kolejnej przedsezonowej potyczce, w której przeciwnikiem była Vålerenga Fotball, piłkarz zdobył bramkę pieczętującą zwycięstwo Liverpoolu 4:1. Pierwszy występ w Premier League zaliczył w zremisowanym 0:0 meczu z Aston Villą, w którym wszedł na boisko w 30 minucie, zastępując Fernanda Torresa.
Pierwszą bramkę w Premier League w barwach The Reds w lidze strzelił 3 marca 2009 roku, w wygranym 2:0 spotkaniu z Sunderlandem. Wcześniej strzelił też pierwszego gola w życiu w Lidze Mistrzów. Było to w meczu z PSV Eindhoven. Sezon 2009/2010 w barwach Liverpoolu młody Francuz, choć rzadko mieścił się w pierwszej jedenastce, rozpoczął udanie, strzelając gole z Stoke City i Birmingham City, a także przypieczętował zwycięstwo The Reds 2:0 w spotkaniu z Manchesterem United.

### Bolton Wanderers
31 sierpnia 2011 roku N’Gog podpisał trzyletni kontrakt z Boltonem Wanderers. Kwota transferu wyniosła około czterech milionów funtów

### Swansea City
27 stycznia 2014 roku N’Gog podpisał kontrakt z Swansea City.

### Stade Reims
1 września 2014 roku N’Gog podpisał kontrakt z Stade de Reims.
| Sezon   | Klub                  | Kraj    | Rozgrywki      | Mecze | Bramki | Rozgrywki Europy                    | Mecze | Bramki |
| ------- | --------------------- | ------- | -------------- | ----- | ------ | ----------------------------------- | ----- | ------ |
| 2006/07 | Paris Saint-Germain   | Francja | Ligue 1        | 4     | 0      | Liga Europy UEFA                    | 1     | 0      |
| 2007/08 | Paris Saint-Germain   | Francja | Ligue 1        | 14    | 1      | -                                   | -     | -      |
| 2008/09 | Liverpool F.C.        | Anglia  | Premier League | 13    | 2      | Liga Mistrzów UEFA                  | 3     | 1      |
| 2009/10 | Liverpool F.C.        | Anglia  | Premier League | 24    | 5      | Liga Mistrzów UEFA Liga Europy UEFA | 3 6   | 1 1    |
| 2010/11 | Liverpool F.C.        | Anglia  | Premier League | 25    | 2      | Liga Europy UEFA                    | 11    | 5      |
| 2011/12 | Bolton Wanderers F.C. | Anglia  | Premier League | 33    | 3      | -                                   | -     | -      |
| 2012/13 | Bolton Wanderers F.C. | Anglia  | Premier League | 31    | 8      | -                                   | -     | -      |
| 2013/14 | Bolton Wanderers F.C. | Anglia  | Premier League | 17    | 3      | -                                   | -     | -      |
| 2013/14 | Swansea City A.F.C.   | Anglia  | Premier League | 3     | 0      | -                                   | -     | -      |
| 2014/15 | Stade de Reims        | Francja | Ligue 1        | 28    | 7      | -                                   | -     | -      |
| 2015/16 | Stade de Reims        | Francja | Ligue 1        | 16    | 3      | -                                   | -     | -      |

Stan na: koniec sezonu 2015/2016

### Późniejsza
W 2020 był zawodnikiem FK Žalgiris.

### Reprezentacja
N’Gog występował we wszystkich młodzieżowych reprezentacjach Francji. Zdobył dwie bramki w wygranym 2:0 pojedynku z Anglią U-19 w 2007.

## Osiągnięcia
- Zwycięstwo w Pucharze Ligi Francuskiej z Paris Saint-Germain – 2008
- Zwycięstwo w Sedaï Cup z Francją U-19 – 2007
- Mistrzostwo Francji U-18 z Paris SG – 2006
- Zwycięstwo i najlepszy strzelec Turnieju Montaigu z Francją U-16 – 2005
- Zwycięstwo i najlepszy strzelec Turnieju Val de Marne z Francją U-16 – 2004

## Życie prywatne
Jego kuzynem jest były reprezentacji Francji, Jean-Alain Boumsong.